# サン・パオロ・フオーリ・レ・ムーラ大聖堂
サン・パオロ・フオーリ・レ・ムーラ大聖堂(サン・パオロ・フオーリ・レ・ムーラだいせいどう、伊: Basilica di San Paolo fuori le mura 英: Basilica of Saint Paul Outside the Walls)はローマにあるカトリック教会の大聖堂。
ローマの五大バジリカ（他の四つはサンタ・マリア・マッジョーレ大聖堂、サン・ピエトロ大聖堂、サン・ジョバンニ・イン・ラテラノ大聖堂、サン・ロレンツォ・フオーリ・レ・ムーラ大聖堂）の一つ。名称は「城壁外の聖パウロ大聖堂」の意味である。

## 歴史
コンスタンティヌス1世により聖パウロの墓を祀る聖堂としてつくられたもの。386年、テオドシウス1世によって大規模に建設される。最も古い記録は、コンスタンティヌス1世時の4世紀初頭の小さなメモリアであり、「殉教者たる使徒パウロ」という銘文が大理石版に記されている。1823年7月15日に火災で大部分を焼失するが、その後再建される。